# St-Taurin (Gigny)

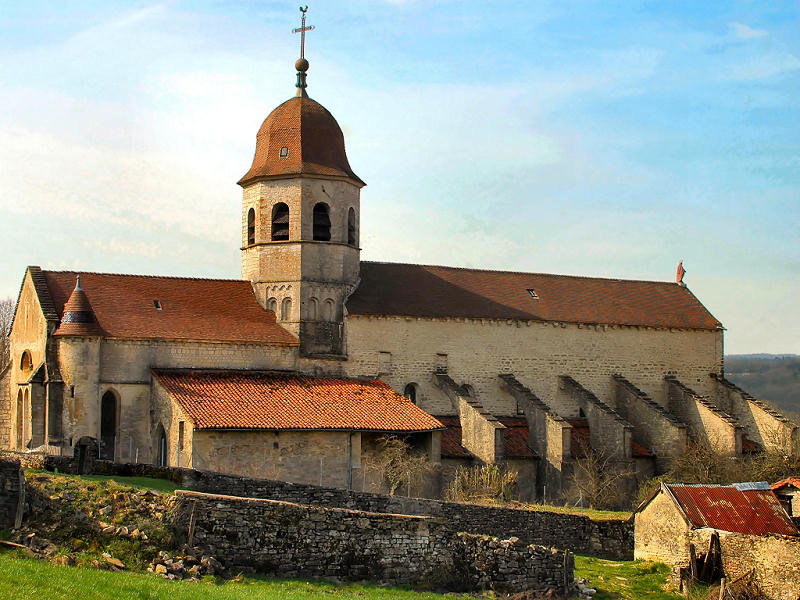
Pfarrkirche St-Taurin, ehemalige Klosterkirche St-Pierre

Die romanische Pfarrkirche St-Taurin (früher St-Pierre) ist eine heute dem hl. Taurinus geweihte ehemalige Abteikirche im französischen Gigny (Département Jura, Region Bourgogne-Franche-Comté). Der im Bergland des Revermont gelegene Ort mit 250 Einwohnern war im Früh- und Hochmittelalter das Zentrum einer aus 49 Dörfern bestehenden Klostergemeinde.

## Geschichte

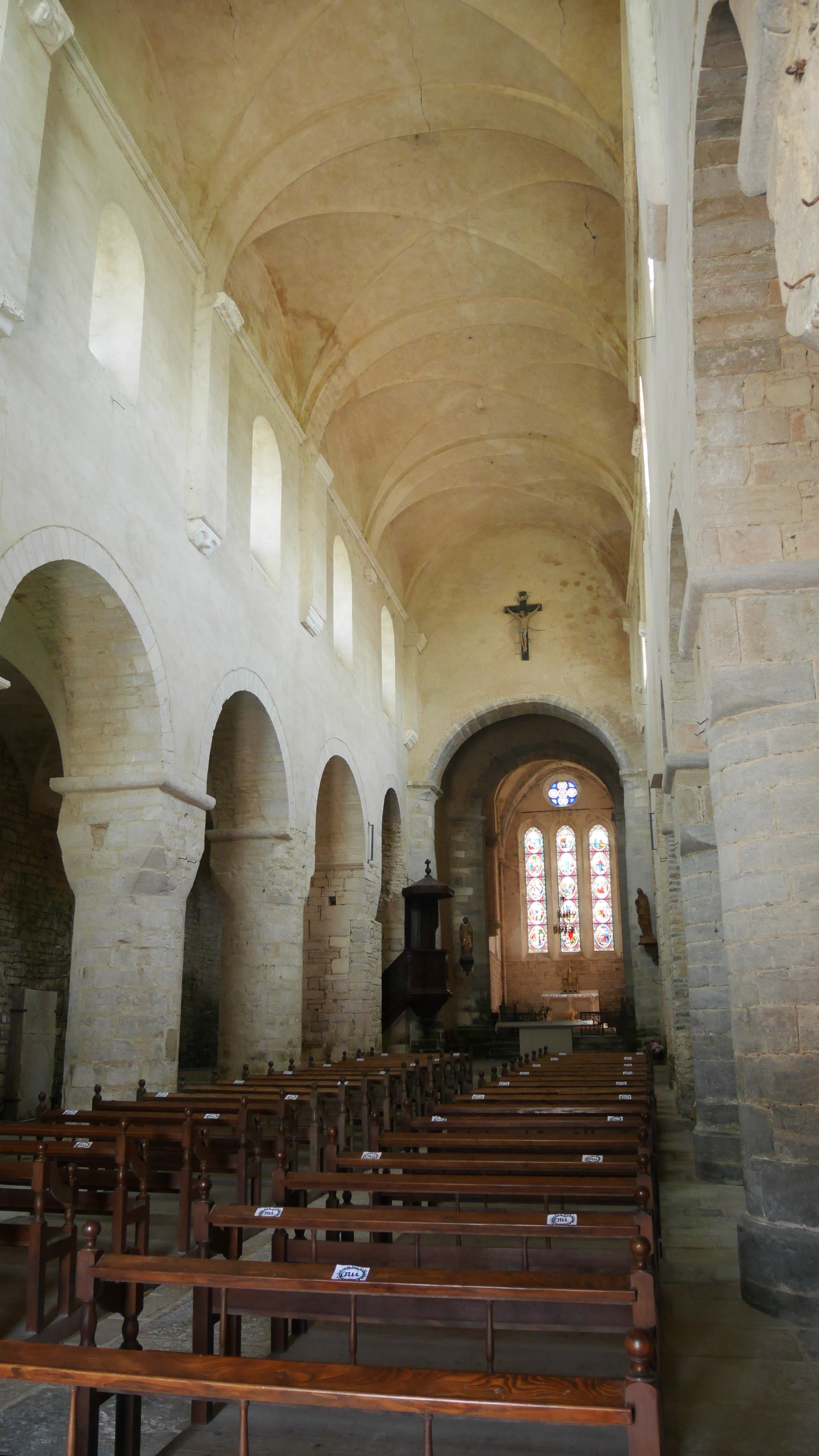
Kirchenschiff

Die Abtei wurde im Jahre 893 von einem Abt des nördlicher gelegenen Benediktinerklosters in „Baume-les-Messieurs“ gegründet.
Die Kirche beeindruckt durch ihre Strenge und Größe. Die massigen unbearbeiteten Pfeiler und der achteckige Glockenturm verweisen auf den vorromanischen Ursprung dieses Teils der Kirche. 1157 wurden das Dorf und das Kloster durch einen Brand zerstört. Kardinal Giuliano della Rovère, der spätere Papst Julius II. wurde 1495 Prior der Abtei. Stelen und Grabplatten aus dem 16. Jahrhundert gehören zu den kulturgeschichtlichen Besonderheiten der Kirche. Das Kloster wurde im Jahre 1760 säkularisiert und mit der Revolution aufgegeben. Die Stiftskirche wurde im 18. Jahrhundert unter dem Namen Saint-Pierre zur Pfarrkirche und trägt heute den Namen Saint-Taurin.
Im Jahre 909 zogen Mönche von Baume des Messieurs und Gigny aus, um unter Führung des Abteigründers Berno von Baume auch das Kloster von Cluny zu gründen, das zu einem Zentrum von europäischem Rang wurde.

## In der Nähe
Unter dem Abri der Grotte von La Baume in Gigny zeigt sich eine stratigraphische Abfolge, die sich vom mittleren Pleistozän über fünf Perioden erstreckt. Fünf Stadien der Klimachronologie und der Biostratigraphie sind in den Sedimenten erkennbar. Jedoch sind zahlreiche Lücken vorhanden, die zeigen, dass es sich nicht um eine kontinuierliche Befüllung im Bezugszeitraum handelt.